# 565年
| 千纪： | 1千纪 |
| 世纪： | 5世纪 \| 6世纪 \| 7世纪                                                                                          |
| 年代： | 530年代 \| 540年代 \| 550年代 \| 560年代 \| 570年代 \| 580年代 \| 590年代                                        |
| 年份： | 560年 \| 561年 \| 562年 \| 563年 \| 564年 \| 565年 \| 566年 \| 567年 \| 568年 \| 569年 \| 570年                  |
| 纪年： | 乙酉年（鸡年）；高昌延昌五年；北齊河清四年，天统元年；西梁天保四年；南朝陳天嘉六年；北周保定五年；新罗開國十五年 |

## 大事记
- 查士丁尼二世繼任拜占庭帝國皇帝。

## 逝世
- 查士丁尼大帝（約483年－565年，82岁），拜占庭皇帝。
- 贝利撒留（505年－565年，60岁），拜占庭名将。
- 刘昼，北齐文学家。